# إيليزا آن أوتيس
إيليزا آن أوتيس (بالإنجليزية: Eliza Ann Otis)‏ هي صحفية وكاتِبة وشاعرة أمريكية، ولدت في 1833 في ولبوول في الولايات المتحدة، وتوفيت في 1904 في ويستلاك فيلاج في الولايات المتحدة.